# 386 Siegena
Siegena (asteroide 386) é um asteroide da cintura principal com um diâmetro de 165,01 quilómetros, a 2,393997 UA. Possui uma excentricidade de 0,17292904 e um período orbital de 1 798,71 dias (4,93 anos).
Siegena tem uma velocidade orbital média de 17,50662111 km/s e uma inclinação de 20,25420766º.
Este asteroide foi descoberto em 1 de Março de 1894 por Max Wolf.